# Syndicat national des techniciens de la production cinématographique et de télévision

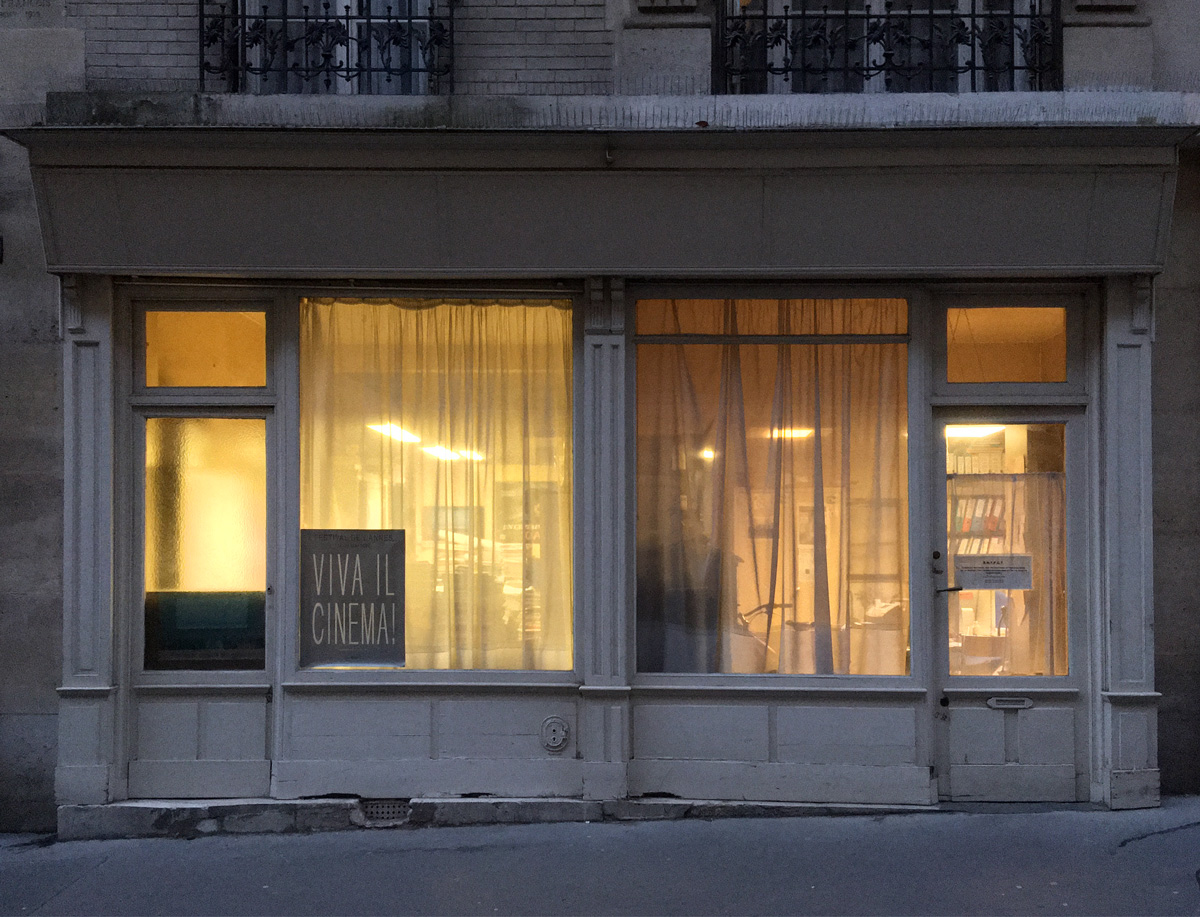
Siège social du SNTPCT - Syndicat National des Techniciens et Travailleurs de la Production cinématographique et de Télévision

Le Syndicat national des techniciens et travailleurs de la production cinématographique et de télévision, abrégé en SNTPCT, est un syndicat français de salariés institué par l'assemblée constitutive du 7 mai 1937 à Paris.
Alors dénommé Syndicat général des artisans du film, ses statuts sont déposés en préfecture le 15 mai 1937. Il est déclaré sous le n°7564. Les techniciens fondateurs affilient leur nouvelle organisation à la CGT réunifiée.
L'Assemblée générale du 30 octobre 1937 modifie sa dénomination qui devient le 9 juillet 1938 Syndicat des techniciens de la production cinématographique (STPC). 
En 1947, lors de la scission de la CGT et de la création de Force ouvrière, ses membres se prononcent pour le maintien de son affiliation à la CGT.
En 1968, il élargit son champ à la production de télévision et prend le 16 novembre 1969 la dénomination de Syndicat national des techniciens de la production cinématographique et de télévision (audiovisuel) (SNTPCT).
En 1974, les techniciens du film d'animation s'organisent dans un secteur spécifique, les secteurs recouvrant alors les branches d'activité suivantes :
1. le film, le téléfilm et les films publicitaires,
2. les entreprises de prestation pour la télévision,
3. le court métrage et le film institutionnel,
4. le film d'animation

En 1982, par suite du refus du SNTPCT d'adopter le concept d'« audiovisuel » visant à confondre les branches d'activité du cinéma et celles de la télévision en un champ conventionnel et réglementaire unique, la CGT, qui entendait le lui imposer, procède à l'exclusion de son Conseil, dès lors au retrait de son affiliation.
L'arrêt de la cour d'appel de Paris rendu le 18 décembre 1984 donne acte aux membres du SNTPCT quant au fait de conserver la propriété de leur organisation telle qu’instituée en 1937, désormais hors affiliation à une confédération interprofessionnelle.
Il est simultanément reconnu par le Ministère du travail comme dûment représentatif sur les plans national et professionnel dans les branches d’activité de la production cinématographique et audiovisuelle au regard des 5 critères de représentativité fixés alors par le code du travail, dont l’attitude patriotique durant l’occupation, ses membres ayant contribué dans la clandestinité aux activités du C.L.C.F. (Comité de Libération du Cinéma Français) et ayant participé à la libération de Paris.
Après la réforme des critères de représentativité des Organisations syndicales de salariés intervenue en 2008, il est reconnu par arrêtés du Ministère du travail comme représentatif dans les branches de la production cinématographique et de films publicitaires, de la production audiovisuelle, de la production de films d'animation.
Depuis 1982, il est un syndicat professionnel national de salariés non affilié à une confédération syndicale interprofessionnelle.

## Histoire

### La convention collective des techniciens de la production cinématographique de 1937

#### Décembre 1934: La Fédération des artisans du film
La transformation des conditions économiques et techniques de production des films de long-métrage et l'avènement du cinéma parlant, suscitent au début des années trente, en l'absence d'un cadre réglementaire économique et professionnel, une dégradation accentuée de l'emploi et des conditions de travail et de rémunération des techniciens.
Le processus de fabrication des films s'est complexifié.
Les structures intégrées que mettent en place les verticaux Gaumont et Pathé subissent différents mouvements spéculatifs et les effets d'un assèchement brutal des crédits bancaires en répercussion de la crise économique.
Le gouvernement confie alors à Maurice Petsche la rédaction d'un premier rapport parlementaire en 1934 qui suggère la mise en place d'un système de crédit public assis sur les recettes. Le Conseil national économique en produit un deuxième, établi par Guy de Carmoy en 1936.
C'est dans ce contexte que les techniciens se regroupent dans différentes associations catégorielles dès 1932, ceci afin de mettre un terme aux conditions de travail qui leur sont imposées et de conquérir un statut professionnel et social.
Le 19 décembre 1934, salle Poissonnière, celles-ci se réunissent et décident de constituer une Fédération nationale des syndicats d'artisans français du film.
En 1935, suivant certaines des recommandations du rapport Petsche, le gouvernement Laval et son ministre de l'éducation nationale, Mario Roustan, entendent procéder par décrets-lois pour imposer, avec le soutien de l'ensemble des Syndicats d'auteurs et des Fédérations de salariés, notamment celle des artisans du film, l'institution notamment d'une carte de producteur et du contrôle des recettes par l'État.
Les syndicats patronaux mènent alors campagne dans la presse et contraignent le ministre de l'instruction publique à retirer son projet.
Se pose par ailleurs la question de l'accueil des techniciens réfugiés venus de l'est, notamment ceux fuyant l'Allemagne nazie, au regard du chômage endémique qui touche la production cinématographique à cette époque,,.
La controverse qui en résulte sera tranchée après la création du syndicat dès lors que celui-ci sera en mesure d'obtenir en 1937 des garanties collectives s'appliquant à égalité à tous les salariés de la branche, quelle que soit la nationalité des artistes ou des techniciens résidents sur le territoire français.
La qualité artistique des films produits à cette époque, aussi grâce à l'apport des techniciens réfugiés en France annulera la question avant que le régime de Vichy ne la remette sur la table comme l'un des axes de sa politique répressive.

#### 1936 - 1937: Les grèves de mai 1936 et la constitution du syndicat
Nombre de techniciens de la production cinématographique ont participé aux grèves de mai 1936 à divers titres.
Celles-ci ont emporté la conclusion des Accords Matignon : les conditions de travail s'en trouvent améliorées - la loi des 40 heures limitant la durée du travail -. De même, l'adoption de la loi instituant la procédure d'extension des conventions collectives conduisent la Fédération des artisans du film à ouvrir les négociations avec les deux syndicats patronaux du texte d'une convention applicable aux techniciens.
Cependant, accomplir le rassemblement syndical des techniciens engagés par les productions et obtenir des garanties de salaires minima et de conditions de travail par le moyen d'une convention collective imposent en tout état de cause à ceux-ci de se constituer en syndicat professionnel représentatif.
Ainsi, pour ce qui concerne la convention collective de la presse filmée, celle-ci est conclue entre la Chambre syndicale française de la presse filmée et la Section fédérale des travailleurs du film (section presse filmée) le 25 juin 1937,.

#### 1937 - 1938: Le Syndicat général des artisans du film devient Syndicat des techniciens de la production cinématographique
Dans ce contexte, la Fédération des syndicats d'artisans français du film prend tout d'abord la décision d'affilier l'ensemble des associations professionnelles qu'elle regroupe à la Fédération du spectacle CGT, décision adoptée lors de son Assemblée générale du 12 juin 1936, adhésion officialisée le 21 décembre 1936, à la suite de l'acceptation de la confédération. 
Puis elle se réunit en assemblée générale le 7 mai 1937 : les différentes associations prennent la décision de fusionner et de former le Syndicat général des artisans du film, déclaré le 15 mai 1937 sous le numéro 7654. 
Les négociations conduites pour le syndicat par Marcel L'Herbier, Léon Poirier et Jean Benoit-Lévy peuvent alors aboutir.
Pour la première fois, une convention collective, ratifiée le 15 novembre 1937, établit pour les techniciens de la Production cinématographique une grille de salaires minima garantis en respect du principe "à travail égal, salaire égal" pour ce qui concerne l'application des mêmes salaires aux hommes et aux femmes. Elle reconnaît la durée légale du travail de 40 heures et entérine une augmentation des rémunérations entre 7 et 15 % dans le sillage des Accords Matignon selon les fonctions au regard des salaires pratiqués alors par les productions.
Le 9 juillet 1938, la dénomination du syndicat devient le Syndicat des techniciens de la production cinématographique (STPC), en application d'une décision adoptée par l'Assemblée générale du 30 octobre 1937. 
Le Ministère du travail promulgue l'extension de la convention collective le 3 août 1938.
Cependant, les décrets-lois du gouvernement Édouard Daladier le 12 novembre 1938, annulant la loi des 40 heures, contribuent à une nouvelle dégradation des conditions de travail sur les tournages.

#### Le projet de loi de mars 1939
Parallèlement, Jean Zay, en qualité de Ministre des Beaux-Arts, élabore depuis 1936 un projet de loi d’organisation de la profession, considérant l'arme idéologique que représente le cinéma.
Dans le cadre d’une concertation avec le Syndicat et certaines des organisations professionnelles dont il reçoit le soutien actif, il a mis à l’étude un projet de réglementation professionnelle et économique et, compte-tenu du fait que les techniciens sont engagés pour la durée d’un film déterminé, il est envisagé de créer une carte d’identité professionnelle afin de prendre en compte les compétences professionnelles requises et mieux assurer la pérennité de leur carrière.
Le 17 mars 1939, le Ministre dépose devant le Parlement, le premier projet de loi sur le statut du cinéma instituant ladite carte professionnelle, la définition de l’auteur de film, créant un institut bancaire spécifique qui préfigure le Fonds de soutien et l’avance sur recette.
Toujours dans ce cadre, il est institué un Grand prix National du cinéma et la création d’un Festival international du film à Cannes dont le Syndicat aurait été un membre cofondateur ; festival qui, vu la déclaration de guerre le 1er septembre 1939, ne voit pas le jour.

### Le syndicat des techniciens dans la Résistance
Durant l'étrange défaite de mai 1940 et l'exode, la production des films est totalement interrompue, les artistes et les techniciens séparés par la ligne de démarcation entre ceux qui se sont réfugiés en zone libre et ceux qui sont restés en zone occupée. 
Vient le temps de la Révolution nationale et l'installation du Régime de Vichy : prohibition des organisations syndicales et patronales et notamment la dissolution des confédérations par le décret du 9 novembre 1940 issu de la loi du 16 août 1940, dont la CGT, puis, avec la Charte du travail du 4 octobre 1941, l'interdiction de faire grève.
Des Comités d'organisation sous tutelle de l'état les remplacent.
Celui de l'industrie cinématographique (C.O.I.C.) vise à l'application de l’accord général avec les partenaires allemands dont les principes ont été fixés dans l'immédiat avant-guerre. Il est placé sous la tutelle rapprochée des autorités d'occupation par l'entremise de la Propaganda-Abteilung Frankreich, notamment pour ce qui concerne la délivrance des autorisations de travail de ce qu'elle désigne comme les "collaborateurs de création" des films et la censure préalable qui est rétablie.
Il reprend en partie la structure corporative préfigurée par le rapport de Carmoy, son auteur étant nommé chef du service du Cinéma à la vice-présidence du Conseil auprès de Jean-Louis Tixier-Vignancourt -, en lui assignant la politique de répression et de propagande contre les communistes, les juifs et les francs-Maçons, et le contrôle idéologique par le biais du contingentement de la production.

#### Une institution que le régime de Vichy entend réduire à une façade et fondre dans une "corporation"
Le STPC se trouve dépossédé dans les faits de toute capacité légale d'action revendicative cependant que le régime de Vichy s'abstient d'en prononcer la dissolution et entend le fondre dans un ensemble institutionnel conforme à  la Charte du travail de 1941,. 
Il serait même disposé à lui accorder en tant que "syndicat unique", le monopole de l'embauche, à condition qu'il intègre la fantomatique "Fédération Professionnelle du Film" qui approuve le 26 septembre 1943 la "Charte corporative du Cinéma" et ses "Comités sociaux",, que M. Robert Buron, secrétaire général du C.O.I.C. vient encourager en qualité d'invité d'honneur de son assemblée générale.
La nouvelle structure entend mêler "à égalité" patrons, cadres techniciens, ouvriers et employés, ces derniers étant priés de se fondre dans trois fédérations chapeautées par un "Conseil corporatiste", et ne rien revendiquer dans ce contexte de collaboration avec l'Allemagne, conforme à l'idéologie fasciste.
Par lettre adressée au C.O.I.C. en avril 1942, Germaine Dulac, évoque le refus des adhérents de se plier aux injonctions de ses représentants et des autorités d'occupation qui les soupçonnent en retour de menées revendicatives, subversives ou de résistance sous couvert du syndicat maintenu, le but sous-jacent qu'ils poursuivent étant de transférer la responsabilité d'appliquer les interdictions professionnelles, non plus par l'entremise de la délivrance des cartes professionnelles, mais par celle du syndicat lui-même, ce à quoi les membres s'opposeront catégoriquement. 
Cela sous-entend qu'il ne demeure plus à disposition des techniciens que l'action clandestine, l'administration du C.O.I.C. soulignant en rétorsion et avec cynisme que le Syndicat dans ce cadre institutionnel répressif n'a plus rien à faire prévaloir sur aucun sujet. 
Si un certain nombre de réalisateurs et de techniciens sont victimes d'interdiction de travail durant tout la période de la guerre (on dénombre 47 réalisateurs dans ce cas dont notamment Raymond Bernard), une solidarité s'organise cependant pour contourner les effets de ces dernières et permettre aux auteurs et aux techniciens visés par les interdictions professionnelles de travailler sur les films, au besoin sans que leurs noms n'apparaissent. 
De même certains scénaristes et réalisateurs parviennent à contourner la censure en procédant par allusions, parfois si transparentes qu'elles encourent l'interdiction ou la suppression d'une scène a posteriori ( - la lutte des classes dans Douce qui reprend la réponse de Casimir Perier faite à la Chambre aux canuts de Lyon et doit susciter en retour : "l'impatience et la révolte" - ; - la conscience de la Résistance, qui surpasse par capacité d'humanité fraternelle, toute volonté de coercition dans les Visiteurs du soir -, etc.).

#### L'action de résistance et la réinstitution du Syndicat
En zone sud, un réseau se constitue : 14 juillet, auquel participe Henri Alekan, il fournira notamment aux Alliés des renseignements photographiques et cinématographiques en vue du débarquement en Provence.
En zone nord, dès le début 1941, plusieurs techniciens résistants rétablissent clandestinement leur organisation syndicale, laquelle est rattachée en 1942 à l'Union départementale de la Seine de la CGT clandestine, sous le sceau du Comité de Salut Public du Cinéma français.
Ce réseau a ses fusillés, pris les armes à la main et certains tomberont lors des combats pour la libération de Paris.
C'est aux techniciens et réalisateurs représentant le bureau du STPC au sein du Comité de Libération du Cinéma Français que l'on doit les films réalisés lors des combats du Vercors, puis celui de la libération de Paris,.
Le groupe constituant le C.L.C.F. participe à la libération de la capitale, investit le siège du C.O.I.C. au 92 avenue des Champs-Élysées dès l'arrivée de la Division Leclerc. Il en écarte notamment Robert Buron qui se présente, non pas comme secrétaire général, la fonction qu'il occupe officiellement, mais membre actif de la Résistance au titre du Comité de Résistance de l'Industrie Cinématographique (C.R.I.C.). Le C.L.C.F. envoie deux camarades reprendre le siège de la CGT rue Lafayette et installe le Syndicat des techniciens dans ce qui devient son siège par la suite, prenant de vitesse l'AMGOT qui avait déjà désigné celui qui devait assurer la continuation du C.O.I.C.
Le Syndicat des techniciens ayant repris ses activités, encouragera la création de coopératives, avec l'objectif - à constater notamment les faits de collaboration - de faire échapper les financements aux servitudes de la propriété privée. L'une d'elles, la Coopérative générale du cinéma français, sous l'égide de Louis Daquin et Henri Alekan, produira notamment la Bataille du rail de René Clément.
Cependant, son action aura désormais deux objectifs :
- la création d'une instance publique de régulation, un Centre National du Cinéma cette fois débarrassé de la censure préalable et des interdictions de travail,
- la ré-institution de la convention collective de la production cinématographique.

Dès son installation, le C.L.C.F. devient l'interlocuteur principal du gouvernement provisoire, de par son autorité morale, en ce qu'il est porté par le Syndicat des techniciens et les Syndicats de la Fédération du spectacle, c'est ainsi que Jean Painlevé est nommé directeur de la Cinématographie nationale en remplacement de Louis-Émile Galey.
En 1944 est instituée la Commission Supérieure Technique à son initiative.

### 1945 - 1948: Des accords Blum-Byrnes au Soutien automatique

#### De l'Office Français du Cinéma au Centre National de la Cinématographie
De même il s'agit pour le Syndicat des techniciens d'imposer pour le moins le maintien des dispositifs d'interventions de l'état visant la régulation de l'économie du cinéma.
Ainsi, il obtient en août 1945 la création d'un Office Professionnel du Cinéma en remplacement du C.O.I.C., dont l'administration sera dorénavant appuyée par des commissions à représentation paritaire et non plus patronale.
Il obtient également la création d'une structure publique : l'Union Générale Cinématographique, sur le fondement du réseau de salles réquisitionnées appartenant à la S.O.G.E.C., pour lesquelles le C.L.C.F. et le Syndicat des techniciens ont apposé des scellés, et les capitaux placés sous séquestre de la Continental d'Alfred Greven.
Jean Painlevé est remplacé par Michel Fourré-Cormeray le 16 mai 1945, celui-ci étant chargé de poursuivre l'ordonnancement des différents dispositifs d'encadrement : billetterie unique sous gestion publique, publicité des cessions, autorisations d'exercices avec l'exigence pour les producteurs d'un capital minimum, cartes professionnelles afin de réguler l’emploi et garantir, dans chaque corps de métier, une qualification professionnelle de haut niveau, certifiée,. etc., gérés par un nouvel établissement public, le Centre National de la Cinématographie, créé en octobre 1946, dont il devient le premier directeur général.

#### Le Soutien financier à la production cinématographique
Parallèlement, de l'automne 1945 à mai 1946, le gouvernement provisoire a ouvert la voie de la négociation d'un accord avec les États-Unis qui soumettent la conclusion de prêts à taux bonifiés libellés en dollars en contrepartie d'une libéralisation unilatérale des échanges, en y adjoignant une "entente" qui prévoit une diminution drastique de la durée d'exposition réservée des films français sur le territoire français.
Sur la base d'une pétition, de conférences de presse lors desquelles Louis Daquin et Jean Grémillon prennent la parole, il se constitue alors un Comité de défense sous l'égide du Syndicat des techniciens, auquel s'ajoute celui des artistes interprètes et auquel se joint la Chambre syndicale des producteurs, afin de revendiquer la mise en place d'une aide financière publique, spécifique et automatique, assise sur l'exploitation de tous les films, français ou étrangers qu'ils dénomment Fonds de rénovation de l'industrie cinématographique.
Afin de temporiser, le gouvernement promet une révision des Accords Blum-Byrnes, alors que la mobilisation s'intensifie et culmine lors d'une grande manifestation populaire le 4 janvier 1948. Les artistes et les techniciens qui participent au mouvement allant jusqu'à solliciter l'appui des spectateurs dans les salles.
Le Parlement doit finalement prendre en compte une telle mobilisation et adopte la loi du 23 septembre 1948 dite Loi d'aide, établissant le Fonds de soutien automatique, autrement dit un dispositif de soutien financier accordé aux Producteurs, proportionnel au nombre d'entrées généré par chacun des films.
Ce mécanisme est géré par le CNC sur la base de la billetterie unique et consiste à prélever une taxe spéciale additionnelle de 11 % sur le prix du billet, laquelle sera reversée aux producteurs et co-financeurs du film sous forme d'un investissement financier dans la production du film suivant, celui-ci jouant le rôle d'une épargne contrainte.
Ce que le Syndicat des techniciens a conquis par son action, conjointement avec l'action du Syndicat français des artistes et du Syndicat des travailleurs du film au sein de la Fédération du spectacle, va permettre à l'Industrie du cinéma de surmonter la concurrence du cinéma américain et se développer.
Dès lors, le SNTPCT n'aura de cesse d'en recommander l'adoption par chaque nation au nom du principe que tout pays de par le monde doit pouvoir développer une expression culturelle propre en matière de production cinématographique, en garantissant son financement via une taxe prélevée sur les recettes d'exploitation de tous les films, nationaux et étrangers, assurant, par là-même, sa viabilité économique.

#### Le Festival de Cannes
Le Festival international du film met en exergue la diversité des sensibilités culturelles de chaque nation qui vient y présenter sa propre expression cinématographique et par là, ce qui érige le cinéma en tant que langage universel.
Le STPC promeut et participe activement à l'automne 1946 à sa réinstallation, autrefois interrompue par la déclaration de guerre, Louis Daquin étant son représentant au Comité d'organisation.
Le Syndicat des techniciens siège depuis à son Conseil d'administration en sa qualité de membre cofondateur.
Veiller au respect du droit moral des auteurs et défendre la liberté d'expression fait aussi partie de l'action conduite par syndicat qui interviendra notamment pour que le film d'Alain Resnais : Nuit et brouillard soit maintenu dans la sélection officielle de l'édition 1957 de cette manifestation internationale.

### La convention collective de 1950
Après la guerre, la tendance CGT-U est devenue largement majoritaire dans les instances confédérales de la CGT.
Une minorité emmenée par Léon Jouhaux, provoque en 1947 une scission et fonde une nouvelle confédération CGT-Force ouvrière. Les adhérents du Syndicat des techniciens décident en assemblée générale qu'il ne se diviseront pas, quel que soit le choix de l'affiliation, lequel se porte à 75 % sur le fait de rester à la CGT.
Les conventions collectives sont caduques, à constater la dissolution des Organisations patronales pour faits de collaboration et la loi du 23 décembre 1946 relative aux conventions collectives abrogeant les textes précédents de 1919 et de 1936, nécessite qu'il en soit conclues de nouvelles, même si celle de 1937 n'a été dénoncée par quiconque.
La délégation qui engage et conduit les négociations avec la Chambre syndicale des producteurs et exportateurs de films français, est composée notamment de Claude Autant-Lara, Max Douy, Marc Maurette et Yves Laplanche, directeur de production qui a pour tâche d'en assurer le secrétariat. Leur interlocuteur principal côté patronal est le producteur Jean-Pierre Frogerais.
La nouvelle convention complète la liste des fonctions et adjoint à leur titre des définitions auquel elle fait correspondre un salaire minimum garanti base 40 heures, applicable au technicien débutant.
Elle est signée le 30 avril 1950 et réglera les conditions de travail et de rémunération des techniciens de la production cinématographique pour plus de soixante ans. Cependant que le Ministère du travail refusera de l'étendre.

### 1954 - 1969: de la Nouvelle vague et du déclin des studios au développement de la production de télévision
Le développement de la télévision dans les années cinquante provoque une évolution en double sens de la production cinématographique. 
D'une part, celle-ci fait prévaloir par la généralisation de la couleur, de l'écran large, de la stéréophonie et par une mise en scène qui gagne en somptuosité dans la recherche de la profondeur et des ambiances, l'effet incomparable de la projection en salle, d'autre part elle intègre un bouleversement de la perception des films, en usant pour la lumière d'aplats de couleurs, de sensations avivées par le rythme, la matière brute, de syncopes répétées dans la conception du montage, en utilisant du matériel de prise de vues maintenant allégé. Ce qui en France a pris nom de Nouvelle vague et dont l'influence sur le cinéma mondial est significative. 
Cependant, cette mutation n'est pas sans conséquence sur la conception du décor et de la lumière au cinéma. Nombre de studios en Région parisienne iront disparaissant les uns après les autres, au gré d'opération immobilières : Boulogne, Joinville, Saint-Maurice, etc. 
Les chefs décorateurs du SNTPCT s'émeuvent à juste titre de la remise en cause de ce qui constitue un patrimoine indispensable à leur capacité à traduire l'imaginaire des réalisateurs. En effet, le tournage en studio offre une liberté de composition et la précision de reconstitution que ne permet pas le tournage en extérieurs qui doit, en tout ou partie, s'arranger d'une implantation qui échappe à la maîtrise de la mise en scène. 
Le syndicat intervient alors auprès du CNC et du Ministère de la Culture afin d'obtenir la sauvegarde de certains sites et en obtenant que le Fonds de soutien alloué aux producteurs soit bonifié dès lors que le tournage comprend l'utilisation de studios agréés en France. 
La question se posera en des termes identiques en 2016 pour défendre la pérennité des Studios de Bry-sur-Marne, le Syndicat intervenant par l'intermédiaire du Comité de prévention de la production cinématographique et de son délégué Yves Beaumont, afin d'établir un audit des bâtiments et ôter toute pertinence aux projets de reconversion ou de reconstruction un temps envisagés par le propriétaire des terrains. 

#### 1964: L'Annexe VIII au règlement général d'assurance-chômage propre aux techniciens et aux réalisateurs
C'est encore l'action du Syndicat, sous l'impulsion notamment de Max Douy, auprès des partenaires sociaux siégeant à l'Unédic qui permet au cours de l'année 1965 l’avènement d'un règlement spécifique d'assurance-chômage, adapté aux conditions d'engagement à durée déterminée sur chacun des films, des techniciens et des travailleurs du film, insérant celle-ci dans la solidarité interprofessionnelle. 

#### 1968: Les États généraux du cinéma, l'accord sur la production de téléfilms
L'introduction du télécinéma a fait disparaître à la fin des années cinquante les dramatiques retransmises en direct à la télévision, ce que l'on a appelé l'École des Buttes Chaumont,, remplacées par la production de films sur pellicule argentique conçus pour la télévision, ce qui va s'appeler le téléfilm et donner lieu à l'apparition d'une production indépendante. 
Le Syndicat revendique que les dispositions de la convention collective de la production cinématographique s'appliquent au téléfilm puisque ce sont les mêmes activités qui s'exercent et les mêmes compétences qui sont requises. La convention collective de la production cinématographique prévoyait déjà qu'un producteur de film devait appliquer les dispositions de ladite convention lorsqu'il produisait un film pour la télévision.
Cependant, les négociations à ce propos vont durer plusieurs années et il faudra les événements de 1968 et l'arrêt des tournages au mois de mai pour que le Syndicat parvienne à ratifier en juillet un Accord avec la Chambre Syndicale Française des Producteurs et Distributeurs de Programmes de Télévision par lequel :
- s’appliquent à la production de films de télévision les barèmes minima hebdomadaires des techniciens de la Production cinématographique,
- s’appliquent également pour les travailleurs du film les accords de salaires minima de la Production cinématographique.

Durant les événements de mai 68, le Syndicat participe aux États généraux du cinéma qui se tiennent à l'École de Vaugirard puis au théâtre municipal de Suresnes, le représentant rapporteur du projet du SNTPCT, qui vise au renforcement de la réglementation du CNC en faveur de la sécurisation de l'emploi et de la qualification des techniciens, étant Pierre Lhomme.

### 1973 - 1984: Les spécificités du cinéma au regard de la télévision et du concept "d'audiovisuel"

#### L'accord de 1973
Le 29 mars 1973, après plusieurs grèves sur les tournages, est conclu avec la Chambre syndicale un Accord de révision de la Convention collective de la Production cinématographique : il institue des grilles de salaires minima – précisant pour les travailleurs et les techniciens que ces derniers seront réévalués tous les semestres –.

#### La politique globale de "l'audiovisuel"
En 1974, alors que le Syndicat engage un délégué général, Stéphane Pozderec, survient une mutation des structures économiques : le gouvernement Chirac entreprend la privatisation du circuit de salles UGC, puis provoque l'éclatement de l'O.R.T.F. en 7 sociétés nationales distinctes dont la Société Française de Production.
L'objet social qui est assigné à cette dernière est la production de téléfilms sous cofinancement des télédiffuseurs d'une part et la prestation de service pour le compte de ces mêmes télédiffuseurs qui comprend la réalisation, la captation et la retransmission d'émissions en direct ou enregistrées (variétés, sport, événements...) d'autre part.
Jean-Charles Édeline, un temps PDG d'UGC avant d'être nommé par le gouvernement à la tête de la SFP, entreprend l'édification des studios de Bry-sur-Marne et entend élargir le champ d'activité de l'entreprise en intervenant dans la production de films cinématographiques.

#### L'intervention de la Fédération
En 1981, la CGT, considérant que la SFP – Société Française de Production – doit effectivement pouvoir produire des films cinématographiques, met en demeure le Syndicat en le sommant d’adopter une nouvelle politique revendicative englobant et confondant indistinctement cinéma et télévision, en perspective de l’établissement d’une Convention collective dite « de l’audiovisuel » fondant la convention collective de la production cinématographique dans un vaste ensemble regroupant non seulement la production de films cinématographiques et la production de téléfilms, mais encore la production d'émissions et la prestation de service qui s'y rattache, afin de permettre à la SFP d'engager des ouvriers et des techniciens au salaire en vigueur à la SFP et de les mettre à disposition des producteurs de longs-métrages.
Le Syndicat, qui a toujours défendu la spécificité économique et culturelle du cinéma, et de la Convention collective de la Production cinématographique, et de l’existence de sa grille de salaires minima, refuse catégoriquement de se plier à cette mise en demeure.
Face à ce refus, la CGT prend la décision d’exclure les représentants du Syndicat et le Syndicat de son affiliation.
Quant à la SFP, le SNTPCT ayant fait valoir que son activité de mise à disposition de personnels de la SFP est une activité illégale de louage de personnel, celle-ci crée une société de production cinématographique la SPFC, laquelle adresse au SNTPCT un courrier d’adhésion à la Convention collective de la Production cinématographique et à ses grilles de salaires minima.
Invoquer une scission se rapporte au fait qu'une partie minoritaire du SNTPCT a pris la décision de s'en détacher pour fonder un nouveau syndicat, le SNTR-CGT, sous affiliation de la Fédération CGT ; Invoquer une exclusion vise le fait d'avoir mis un terme à l'affiliation de l'organisation dont sont issus les membres du conseil syndical représentant la majorité du Syndicat, par décision de la Commission exécutive de la Fédération, entraînant le retrait de l'affiliation.

#### Le SNTPCT n'est plus affilié à compter de 1982, les travailleurs du film s'organisent dans le syndicat
Le SNTPCT engage alors une procédure afin de faire annuler les décisions prises par les Assemblées générales qui se sont tenues en contravention de ses statuts. L'arrêt rendu par la cour d'appel de Paris le 18 décembre 1984 lui en donne acte, il conserve son identité et son numéro de déclaration.
Dans ce prolongement, le SNTPCT est reconnu par le CNC, par le Ministère de la Culture, par le Ministère du Travail, comme dûment représentatif des ouvriers, des techniciens et des réalisateurs de la Production Cinématographique et de Télévision - en ce qu'il remplit les 5 critères exigés par le code du travail, dont l'attitude patriotique durant l'occupation - et ses représentants continueront de siéger dans plusieurs des Commissions institutionnelles du CNC, en particulier dans la Commission d’agrément au bénéfice du Fonds de soutien accordé par l’État aux producteurs.
À la suite de la perte d'affiliation du SNTPCT, les travailleurs du film décident de s’organiser dans le Syndicat des techniciens qui devient le Syndicat National des Techniciens et Travailleurs de la Production Cinématographique et de Télévision.

### 1984 - 1999: Une réglementation propre à la production de films de télévision, le projet inaccessible de convention collective dite "de l'audiovisuel"

#### Instauration par le CNC d'une aide spécifique à la production d’œuvres de télévision: le CoSIP
Depuis 1982, sous l'impulsion de Pierre Viot et suivant la politique engagée par le Ministère de la culture, l'abondement du Fonds de soutien à la production cinématographique est élargi aux éditeurs de programmes de télévision par la mise en place d'une contribution proportionnelle à leur chiffre d'affaires de 5,5 % et une obligation d'investissement dans la production cinématographique à hauteur de 3 % dudit chiffre d'affaires, celle-ci prenant forme d'un préachat de droits de diffusion et d'un cofinancement ouvrant droit à une part des recettes d'exploitation.
Dans le même temps, à la suite des consultations que le syndicat obtient auprès du CNC, le SNTPCT plaide que la Production d’œuvres audiovisuelles (fiction et documentaires, captation de pièces de théâtre et d'opéra) relève d’une économie de production et d’une expression culturelle qui ne peuvent être confondues avec la Production cinématographique et son expression ; et que, de ce fait, le Fonds de soutien à la Production de programmes audiovisuels doit être distinct et spécifique. Ce qui aboutit en 1986 à la mise en place du Compte de soutien aux industries  de programme (CoSIP), l'aide étant conditionnée au fait pour le producteur d'avoir conclu un accord de préachat d'un télédiffuseur. 
Depuis juin 2020, ce dispositif est dénommé Fonds de Soutien Audiovisuel. 

#### L'impasse du projet de convention collective dite des "intermittents de l'audiovisuel"
Parallèlement, en 1984 le Ministère du travail met en place une Commission mixte en vue d'établir une convention collective "de l'audiovisuel". La commission réunit autour de la table les Organisations syndicales représentatives de salariés, dont le SNTPCT, et les organisations d'employeurs qui couvrent l'ensemble des branches de l'audiovisuel, production cinématographique exceptée : les producteurs de films de fiction, documentaires et d'émissions de télévision en direct ou enregistrées, les producteurs de film d'animation, les prestataires, les télédiffuseurs privés et publics. 
Le gouvernement souhaite parvenir à l'établissement d'une convention globalisante des intermittents techniques de l'audiovisuel. 
Le SNTPCT exprime son opposition à une telle entreprise dès l'instauration de la Commission, faisant valoir que la confusion d'activités économiques aussi hétéroclites dans un seul et même ensemble salarial et social est un leurre, qu'elle conduit les syndicats de producteurs à tenter d'obtenir l'harmonisation les salaires non pas vers le haut, ceux de la production cinématographique, mais vers ceux de la télévision publique, établis sur le bas des échelles de salaires des techniciens permanents, propres à l'accord d'entreprise qui la régit, et qu'elle permettrait aux diffuseurs d'établir par le contrôle conventionnel des salaires une domination économique et financière hégémonique. Il n'est pas entendu et le cycle de négociations va s'étendre sur près de vingt ans sans jamais aboutir, la Commission mixte étant déclarée caduque en 2005. Elle n'aura produit qu'un constat d'étape du 22 septembre 1997 fixant le champ conventionnel et une grille de niveaux de classification signé par la seule CFDT. 

#### L'accord doublant les points de retraite complémentaire initié par le SNTPCT
Dans le cadre élargi de la production cinématographique et audiovisuelle, le seul accord notable qui est conclu durant cette période est celui qu'initie le SNTPCT et dont il obtient la signature en décembre 1991, après plusieurs mois de négociations. L'Accord, dont les effets en termes de montant des retraites sont pour le moins significatifs, augmente les taux de cotisation de la retraite complémentaire de l’ARRCO, ce qui permet ainsi de doubler le nombre de points que chaque ouvrier, technicien ou réalisateur totalisait depuis son entrée dans la profession et qu’il totalisera en suivant.

#### La convention collective Audio-vidéo informatique
Au milieu des années 1990, les prestataires de service pour la télévision constatent l'enlisement des négociations, faisant valoir la nécessité d'établir des règles conventionnelles qui puissent encadrer une concurrence suicidaire dans le rapport qu'ils entretiennent avec les chaînes de télévision, la situation ayant radicalement changé avec l'apparition de télédiffuseurs privés.
La convention collective Audio-vidéo Informatique est négociée par le SNTPCT et la Fédération des Industries du Multi Media, rattachée ensuite à la FICAM, et ratifiée en 1996.
La CFTC la CFE-CGC vont y joindre leur signature. Elle établit dans une Annexe III une grille de salaires minima garantis pour les techniciens engagés pour les retransmissions sportives ou de manifestations commémoratives ainsi que les émissions de divertissements confiées par les chaînes de télévision. La CGT et La CFDT s'opposent fermement à cette annexe fixant des salaires minima spécifiques, dont pour la première fois un salaire minimum pour le réalisateur d'émissions de télévision, en arguant du fait qu'il convient d'obtenir un niveau de salaire minimum unique, commun à cette branche d'activité, aux entreprises de production de téléfilms, d'émissions de télévision et aux entreprises de télédiffusion pour les émissions qu'elles réalisent en propre, dans le cadre de la "convention de l'audiovisuel".   
En 2005, cette convention Audio-Video Informatique sera fondue dans un ensemble la mélangeant avec les prestataires du spectacle vivant, lesquels ne disposaient pas de couverture conventionnelle. Ne représentant pas les techniciens du Spectacle vivant, le SNTCT s’oppose à un tel regroupement.   
De ce fait, cette convention – dite des Entreprises techniques au service de la création et de l’événement – fait l’objet de deux textes distincts, l’un s’appliquant spécifiquement à la prestation de service pour le Spectacle vivant, et l’autre s’appliquant spécifiquement à la prestation de service de l’Audiovisuel, pour lesquels un champ d’application commun a été institué ; ce texte, précisant qu’il se substitue à la Convention collective de l’Audio-Vidéo Informatique, remet en cause un certain nombre d’avantages qui figuraient dans le texte négocié par le SNTPCT.

### 2000 - 2007: La convention collective de la Production audiovisuelle
En 1999, la partie patronale composée des producteurs, diffuseurs et prestataires, dépose à la négociation, après 15 ans d'atermoiements, un projet de grille de salaires minima garantis de la "convention des intermittents de l'audiovisuel". Calés sur ceux de l'Audiovisuel public, les montants proposés sont inférieurs de plus de 50 % à ceux applicables aux films de télévision selon le protocole d'accord de 1968.
La grève qui s'ensuit à l'appel du SNTPCT est largement suivie, condamnant à brève échéance le projet de "convention de l'audiovisuel " qui volera en éclats en 2005. Elle contraint l'Association des Producteurs de Fiction qui vient de se créer à cette occasion, à signer en décembre 1999 un engagement unilatéral à appliquer et respecter les grilles de salaires minima de la Production cinématographique pour la production de films de fiction.
Cependant, en avril 2000, l’Union syndicale des producteurs de l'audiovisuel - USPA - met à la signature un texte relatif aux salaires minima garantis fusionnant deux branches d'activité :
- la production de films de télévision qui supposent une cession préalable des droits, dits programmes de stock de télévision,
- la production d'émissions en direct ou enregistrées de divertissement ou d'information, dits programmes de flux de télévision,

instituant une double grille de salaires minima pour la production de films de télévision en jouant sur l'homonymie des titres de fonctions et l'absence de définitions de fonction, la plus basse étant la même que celle qui s'applique à la production d'émissions en direct ou enregistrées. Ce double niveau de rémunération minimum est accepté et signé par la CGT, la CFDT et la CGC mettant fin à l'illusion d'une convention unique avec un salaire minimum garanti identique pour toutes les branches d'activité de l'audiovisuel. Ce faisant, le texte remet en cause l’Accord de 1968 qui garantissait le même salaire minimum - au niveau de celui de la production cinématographique - pour tous les téléfilms.
À la suite d'une grève en juillet 2000 conduite par le seul SNTPCT, l'USPA renoncera à vouloir établir une double grille pour les travailleurs du tournage et de la construction de décor du téléfilm, différenciée selon le montant du devis du film.
Puis le SNTPCT fera annuler par le Conseil d'état le critère de distinction justifiant l'application de la grille la plus basse aux films de fiction en fonction d'un seuil de dépenses prises en compte d'abord pour le calcul de l'aide CoSIP puis, en 2007, à la suite d'une première annulation, prises en compte pour le calcul du montant éligible au crédit d'impôt audiovisuel comme contraire au principe d'ordre public : " à travail égal, salaire égal ".

### 1974 - 2004: La production de films d'animation
Dès l'après guerre, le Syndicat regroupe des techniciens du film d'animation dont certains sont élus au Conseil syndical (Raymond de Villepreux en 1947). Cependant le secteur animation ne prend véritablement corps qu'à compter de 1974, sous l'impulsion notamment de Michel Gauthier et Jean-Paul Couturier lorsque se forme la revendication d'obtenir des dispositions propres au film d'animation dans la convention collective de la production cinématographique. Il parviendra à conclure des accords d'entreprise qui les préfigurent, notamment avec la société AAA dirigée par Marcelle Ponti.
Dans un contexte de délocalisation massive des emplois, les membres de la section animation du SNTPCT revendiquent l'institution d'une convention spécifique à leur secteur d'activité, au regard du développement de la production de films d'animation, profitant de la création d'un syndicat de producteurs spécifique à cette activité - le Syndicat des producteurs de films d'animation - SPFA (devenu en 2020 France Animation). Ils se heurtent à la constitution de la Commission mixte des "intermittents de l'audiovisuel", dans lequel le Ministère du travail a inclus d'autorité le film d'animation, l'organisation des producteurs se retranchant derrière cette orientation pour reporter sine die toute négociation d'une convention propre à la production de films d'animation.
Les négociations vont donc se trouver enlisées durant vingt ans, puis se débloquer au début des années 2000 au moment où ce projet de convention de l'audiovisuel est abandonné. Les techniciens du secteur animation du SNTPCT, représentés par Olivier Bonnet et Jean-Luc Ballester, élaborent la liste des titres de fonctions et des définitions de fonctions propres à la production de films d'animation qu'ils déposent à la table des négociations, avant que ne s'engage une difficile négociation portant sur les montants des salaires minima garantis que propose le SPFA. Un texte de convention est pour la première fois conclu en 2004 que le SNTPCT signe malgré le désaccord qui persiste sur les montants de salaires retenus, ayant pour objectif de ne pas en être tenu à l'écart et d'en obtenir l'amélioration au fil des négociations futures.   
Depuis son institution et malgré des niveaux de rémunération dont le SNTPCT demande qu'ils soient revalorisés, la convention collective - en instituant distinctement la production de films d'animation comme branche d'activité économique à part entière - a provoqué un développement de la production dont la renommée et l'ampleur sont significatives.     
En 2015, le SPFA a tenté de remettre en cause du niveau des salaires minima en introduisant dans la grille des salaires minima un échelon "junior" inférieur qui aurait accentué, dans le cadre d'engagements à durée déterminée, le turn-over des salariés en même temps qu'une diminution de leurs rémunérations.     
Dénoncée par le SNTPCT, cette proposition du SPFA a provoqué une mobilisation du secteur de l'animation, tant à Paris qu'à Angoulème, ainsi qu'au Festival d'Annecy, qui a amené le SPFA à retirer cette proposition.

### 2005 - 2015: La révision et l'extension de la convention collective de la production cinématographique

#### La dénonciation de la Convention et l'accord de juillet 2007
Bien qu’ait été signé le protocole d’accord de 1973 - à quoi s'ajoutera l'accord du 18 février 1984 prévoyant la conclusion d'un accord semestriel sur les salaires minima intégrant l'évolution du coût de la vie mesuré par l'INSEE -, la Convention collective de la production cinématographique et de films publicitaires n’est toujours pas étendue en 2005, les Syndicats de producteurs s’y opposant fermement.
Il demeure qu’elle constitue une référence d’application obligatoire sur tous les films, du fait notamment de l’obligation pour tous les producteurs de respecter les plafonds Congés-Spectacles référencés aux grilles de salaires minima.
En 2005, le Ministère institue une Commission mixte de la Production cinématographique. Lors des négociations, conduites par Stéphane Pozderec pour le SNTPCT, les Syndicats de producteurs font savoir qu'ils entendent négocier sans prendre en compte les textes en application, autrement dit les dispositions de 1950, de 1960 et de 1967 (qui, elles, sont étendues pour ce qui concerne les artistes interprètes). Le SNTPCT, seul parmi les syndicats de salariés - excepté la CFTC -, réussit à imposer que la négociation consiste en une révision fondée sur les textes existants et, après de longs mois de négociations, réussit à imposer que la structuration particulière des textes conventionnels antérieurs soit préservée en distinguant d'une part l'activité pérenne de l'entreprise (en prévoyant un titre I correspondant aux dispositions communes et un titre IV spécifique pour le personnel permanent) et l'activité de réalisation des films qui, elle, est intermittente et justifie le recours au contrat à durée déterminée d'objet (par un titre II - personnel technique et un titre III - personnel artistique).
En mars 2007, la Chambre Syndicale des Producteurs de Films, en sa qualité d’unique signataire, dénonce les Conventions collectives de 1950 et de 1960 et l’application de leurs grilles de salaires minima.
Néanmoins, le SNTPCT, seul, négocie alors tous les six mois un engagement unilatéral avec la seule Chambre Syndicale des Producteurs à maintenir et réévaluer la grille des salaires minima. Cependant la dénonciation de la Convention collective court et forme une épée de Damoclès au-dessus des salaires des techniciens, la partie patronale souhaitant obtenir une importante diminution en arguant notamment du fait que certains techniciens accepteraient des heures supplémentaires sans qu'elles ne soient payées dans leur intégralité (ce qui se produisait en 1936, avant la signature de la première convention).
Ensuite, après plusieurs jours de grèves, un accord d’étape est conclu début juillet 2007 sous tutelle du Ministère du travail.
Le Syndicat obtient de 3 syndicats et non plus d'un seul, L’APC (nouvelle dénomination de la Chambre syndicale), l’API et l’UPF l’acceptation de la revalorisation des niveaux de salaires des techniciens et des ouvriers, qui était fixée au 1er juillet 2007.
Cet Accord précise que les négociations doivent se poursuivre en vue de l’élaboration d’une nouvelle Convention collective en Commission Mixte sous l’égide du Ministère du travail, dont l’objet notamment, sera de prendre en compte les « films les plus fragiles », autrement dit la diminution des rémunérations qu'entendent obtenir les syndicats de producteurs ne s'appliquerait cette fois que pour un nombre limité de films.
La durée d’application de cet Accord est limitée à : « la durée d’application des Conventions collectives fixée par le Code du travail, à la suite de la dénonciation de la Chambre syndicale des producteurs intervenue en mars 2007 ».
Dès lors, jusque fin 2011, l’APC, l’UPF et l’API, en réponse à la demande du seul SNTPCT, lui adressent une lettre en vertu de laquelle ils acceptent de réévaluer les grilles de salaires minima conformément à la période indiciaire semestrielle de référence et acceptent de proroger, de semestres en semestres son application, et ceci jusqu’au 31 décembre 2012.

#### La convention du 12 janvier 2012
Durant cette période, les négociations piétinent, les Syndicats des producteurs ne cessant d'exiger une grille de salaires pour les films fragiles. Dans cette situation, le SNTPCT conduit une difficile négociation avec l’API – Association des Producteurs Indépendants – qui se conclura par un nouveau texte de convention, signé le 19 janvier 2012.
Bien que le SNTPCT ait fait part de son opposition à un tel dispositif d’intéressement aux recettes comme illicite et inacceptable – les ouvriers et techniciens n’ayant pas à se substituer au producteur et financer les films à leur place en abandonnant une partie de leur salaire –, le Syndicat décide le 12 janvier 2012 de signer le texte de la Convention Titre I – Dispositions communes  – et Titre II – Techniciens concourant à la réalisation des films  – comprenant cet accord dérogatoire afin de garantir la continuité d’existence de la Convention collective et de ses grilles de salaires minima. Dans le courant du 1er semestre 2013, le SNTPCT participe à la négociation et signe le Titre III – Artistes – de la Convention collective.
Ce texte de convention – Titres I et II – a fait l’objet d’une opposition à son extension de la part de tous les autres Syndicats de producteurs, ceux-ci négociant même d'une convention alternative aux dispositions moins favorables (trois niveaux de salaires selon le budget du film et abaissement des différentes majorations) avec notamment la CFDT "pour défendre l'emploi", et menant une intense campagne de presse afin de contraindre le Ministre du travail de revenir sur sa décision de procéder à l'extension de l'accord de 2012,,, ce n’est que le 8 octobre 2013 à 3 heures du matin – en obtenant la concession que le plafond du cumul des majorations conventionnelles soit abaissé à 200 % – que ces mêmes syndicats de producteurs ont consenti à ratifier la Convention et que son extension a été maintenue au 1er octobre 2013, rendant ainsi son application obligatoire à tous les producteurs sans exception, quel que soit le Syndicat auquel ils appartiennent. 
Remise en cause par décision d'annulation du Conseil d'État en 2015, à la suite du maintien de la procédure d'annulation par l'Association des Producteurs de Films Publicitaires et de la CFDT, du fait qu'il n'y avait au jour de ladite extension qu'un seul syndicat signataire pour la partie patronale, l'extension a été aussitôt rétablie le 31 mars 2015 par arrêté du Ministère du travail, dès lors que, par la suite, elle s'est trouvée ratifiée par l'ensemble des Syndicats de producteurs de films cinématographiques. La procédure en annulation postérieure engagée par l'Association des producteurs de films publicitaires se heurtant à la décision du Conseil d'État l'ayant déboutée.

### 2000 - 2018: La financiarisation du Fonds de soutien au détriment de l'emploi des artistes, des ouvriers et des techniciens

#### Délocalisation des tournages et de la post-production, déséquilibre de l'emploi au regard des apports financiers dans le cadre des coproductions internationales
En 2009, à Rome lors d’un séminaire européen organisé par l'UNI-MEI avec le soutien de la Commission européenne,, Stéphane Pozderec souligne tout d’abord que le cinéma n’est pas une marchandise qui peut être soumise au jeu aveugle du marché et de la concurrence, qu’il ne peut exister une identité du cinéma européen, que la richesse de l’Europe sera constituée par l’existence de la diversité d’expression des différentes identités des pays constituant l’Europe et de films coproduits dans le cadre des Accords de coproduction bilatéraux. 
Chacun des pays d’Europe détient une identité culturelle propre : le cinéma italien ne ressemble pas au cinéma espagnol, au cinéma danois, au cinéma français ou au cinéma américain. Toutes ces cinématographies doivent pouvoir cohabiter, soulignant la nécessité pour chacun des États de mettre en place un dispositif de taxation de l’ensemble des entrées afin d’alimenter un soutien à la Production nationale sur le modèle de celui existant en France.
Dès 1989, le SNTPCT s'inquiète de la prolifération de films délocalisés à l'étranger sans que le scénario du film ne le motive, autrement dit pour des questions de gains financiers sur l'emploi (en jouant du dumping salarial), et sur le montant des prestations des industries techniques de production et de post-production.
Cependant, c'est la réforme de 1999 qui va accentuer notablement le phénomène de délocalisation de l'emploi et des tournages à l'étranger, notamment du fait de la concurrence de l'Europe de l'Est, de la Belgique ou du Luxembourg par le mécanisme des tax-shelters.

#### Deux réformes du CNC dont l'une procède au démantèlement d'une partie de la régulation de l'économie du cinéma
En effet cette réforme introduit pour les films 100 % français un barème de 100 points, le nombre de points obtenu par le film servant à calculer le montant du soutien financier que lui accordera le CNC. Or, dès lors que le film totalise 80 points, le soutien financier est accordé sans aucune décote.
Dans ce barème, les techniciens et travailleurs comptent pour 20 points. Ainsi, on en déduit qu'un film 100 % français peut en théorie se tourner sans aucun technicien résident français et néanmoins percevoir la totalité du soutien attribué par l'État. Autrement dit, l'État finance par cette entremise la délocalisation des tournages. 
Malgré une manifestation devant le CNC, la réforme est entérinée. Elle conduira à une vague de délocalisation des films, mettant au chômage notamment nombre de travailleurs du film du tournage et de la construction de décors. 
Face aux actions du SNTPCT pour obtenir que le soutien automatique du CNC soit recadré sur l'emploi des artistes et techniciens résidents français, et le soutien aux Industries techniques, le Ministre de la Culture, Renaud Donnedieu de Vabres institue en 2006 un crédit d'impôt qui consiste à doter les entreprises de production d'un reversement proportionnel issu du budget de la nation, assis sur les dépenses françaises dans la limite d'un plafond.  
Cependant, en 2009, d'autres réformes viennent démanteler pour partie les régulations introduites à la libération, à l'occasion notamment d'une "révision générale des politiques publiques" :   
- suppression des cartes d'identité professionnelles, déjà mises à mal par la multiplication anarchique des dérogations, qui valent une précarisation supplémentaire de l'emploi des techniciens,
- suppression de l'autorisation d'exercice pour les producteurs et du capital minimum qui font qu'un producteur peut durant quelques années engager des sommes considérables abondées par les cofinanceurs du film par l'entremise d'une société anonyme dont le capital peut se limiter à un euro,
- démantèlement de ce qui subsistait de l'agrément du court-métrage qui n'a plus comme encadrement que le visa d'exploitation et le prix de qualité[106].

#### La réforme de 2015 du Fonds de soutien
En 2015, les délocalisations des tournages et de la postproduction à l'étranger s'accentuant (la déréglementation ayant suscité par ailleurs un phénomène de type spéculatif dans la production par l'inflation démesurée de certains postes du devis des films et défauts de financement pour d'autres films), et ce malgré les actions continues du Syndicat, dont une conférence de presse en 2010, la Présidente du CNC Mme Frédérique Bredin - après avoir obtenu du Gouvernement et du Parlement le relèvement du pourcentage et le rehaussement des plafonds des crédits d'impôt cinéma et audiovisuel afin d'enrayer le phénomène de délocalisation des films - met en place une concertation en vue de réformer la réglementation de l’agrément au bénéfice du Fonds de soutien des films de long-métrage.
Il s'agit aussi de parer au fait qu'en référence aux obligations d’investissement et de diffusion des films cinématographiques des chaînes de télévision et de l’influence qu’elles exercent de ce fait sur les thématiques des films pouvant être produits, le mécanisme engendre une certaine standardisation de l’expression.
Parmi d'autres propositions, le SNTPCT demande notamment, qu’au titre de la défense de la diversité de la Production, soit constitué – sur une part du montant du Fonds de soutien collecté indistinctement sur l’exploitation des films français ou étrangers– un fonds garantissant le complément du financement des films pour lequel le producteur n’aurait pas été en mesure d’y satisfaire, et la création d’une aide spécifique pour favoriser l’exploitation de ces films.
Cependant, dans ses grandes lignes, si la réforme réintroduit l'exigence d'un capital minimum pour autoriser l'exercice de la profession de producteur que le SNTPCT demandait depuis quinze ans et régule par un plafonnement de la prise en compte de certaines parts du devis des films pour la génération du soutien financier, elle demeure au yeux du SNTPCT, pour ce qui concerne la délivrance de l'agrément des films de long métrage, une réforme de façade qui ignore l’essentiel de ses demandes, notamment celui de réévaluer au-delà de 20 le nombre de points du barème accordé aux techniciens.
De plus, le dispositif de la franchise de 20 points sur la grille de 100 points est maintenu et permet, comme antérieurement, en particulier la délocalisation des emplois des ouvriers et des techniciens, sans que cela n’entraîne une réduction du soutien financier des producteurs; les pouvoirs publics assurant qu'il s'agit d'une exigence de la Commission européenne, tandis que la franchise s'applique pour des pays non membres de l'Union européenne qui bénéficient par cette entremise d'une aide au démantèlement de l'emploi que l'Union européenne devrait avoir pour mission d'endiguer pour le moins. 
Par ailleurs, demeure le fait pour les Producteurs – de pouvoir coproduire à leur guise – des films avec des entreprises de production étrangères, sans que soient respectées les règles d’équilibre et de réciprocité que fixent les Accords de coproduction bilatéraux, ou bien de l’Accord de coproduction européen ; certains de ces films n'étant pas agréés comme coproduction par l’autorité du pays de l’entreprise coproductrice étrangère. 

#### L'Union européenne et l'exception culturelle
En 2000, le SNTPCT se joint à la Coalition française pour la diversité culturelle, participe à l'élaboration de la Déclaration universelle de l'UNESCO sur la diversité culturelle et la Déclaration de Montréal en 2007 et devient membre de l'ADRIC - Association pour les Deuxièmes Rencontres Internationales de la Culture, qui en est l'émanation et dont l'objet est de faire valoir l'exception culturelle, inscrite dans les traités européens, qui exclut notamment la production cinématographique et de télévision du champ d'application des règles de concurrence en matière de commerce. 
En mai 2013, face à un projet de la Commission européenne envisageant de remettre en cause la notion de « territorialisation » des dépenses de production des films, le SNTPCT développe une très large campagne, et adresse aux membres de la Commission européenne, aux parlementaires européens, aux ministres chargés de la Culture et des Affaires européennes, le texte du Syndicat précisant que les conséquences seraient un démembrement institutionnel de l’économie du Cinéma français et des dispositions du Fonds de soutien à la Production cinématographique. Cette argumentation est prise en compte et le projet est alors abandonné.

### 2000 - 2018: L'assurance chômage
Jusqu’en 2002, la réglementation de l’indemnisation chômage de l'Annexe VIII, que le Syndicat a obtenu en 1965 vise et s'applique aux seuls ouvriers, techniciens et réalisateurs de la Production cinématographique et de télévision.
En 2003, à l’initiative de la Fédération des Entreprises du Spectacle, de l’Audiovisuel et du Cinéma – FESAC –, et à la demande la Fédération du Spectacle CGT et de la CFDT, les Syndicats appartenant aux Confédérations interprofessionnelles fusionnent le champ d’application de l’Annexe VIII qui couvrira conjointement la Production cinématographique et de télévision, mais aussi désormais l’ensemble des activités du Spectacle vivant, englobant au fil de réformes successives de son champ d'application, différentes branches d'activités de la prestation de service aux entreprises du spectacle et de l'audiovisuel, qui permet d'avoir recours - sous l'appellation d'intermittents - au contrat à durée déterminée d'usage, lequel est exempt de prime de précarité et de préavis, ceci au risque de précariser l'emploi lorsqu'il qu'il recouvre des activités pérennes.
En 2016, ces mêmes Organisations concluent un Accord dont l’un des objectifs est de diminuer le nombre de jours de chômage indemnisés pour de très nombreux ouvriers et techniciens de la Production cinématographique et de télévision, en fonction de leurs niveaux de salaires. Plus le salaire est élevé, plus le nombre de jours indemnisés est réduit. Le SNTPCT s'est opposé à cet aspect de la réforme comme au rétablissement du mécanisme de "date anniversaire" qui engendrent des inégalités de traitement suivant la position calendaire des périodes d'engagement et des trop-perçus lors de la réadmission, demandant une renégociation sur d'autres bases.

### 2021 - 2023: dans la branche de la production de films d'animation,
Les storyboardeurs du SNTPCT déposent à la table des négociations un projet d’avenant et obtiennent ainsi un accord pour mettre fin aux pratiques irrégulières d'enveloppes fermées qui les contraignaient à accepter des prorogations de leur engagement, sans rémunération supplémentaire. 

### 2023 - 2024: Les mouvements de grève dans la Production audiovisuelle
Afin distinguer les deux différentes branches d'activité que recouvre la production audiovisuelle :
- production de films de télévision (fiction et documentaire) d’une part,
- production d'émissions de flux d’autre part.

Le SNTPCT dépose en juin 2023 une première proposition de distinction applicable à la branche "costumes" sous forme d'un avenant, 
attribuant un qualificatif à chacune des fonctions  : "fiction" ou "AV" suivant la catégorie de la production considéré, avec des propositions de salaires différenciées incluant les revalorisations de rattrapage de la perte de pouvoir d'achat qui se monte alors à 18,6 % de perte de salaire. 
Suite du refus catégorique des syndicats de producteurs d'accepter en novembre 2023 une quelconque revalorisation, trois syndicats de salariés sur quatre siégeant à la table des négociations (SNTPCT, SPIAC-CGT, SNAJ-CFTC) appellent alors à des actions de grève pour obtenir ce rattrapage arrondi à 20 %. 
Un rassemblement devant le siège de l'USPA réunit un millier de techniciens et plus de 70 téléfilms ou séries se mettent en grève ou débrayent. Pour ce qui concerne le flux, le mouvement est bien moins marqué, cependant plusieurs équipes de post-production notamment se joignent au mouvement. 
Le SNTPCT signe le 20 janvier 2024 l’avenant n°17 par lequel les syndicats de producteurs concèdent une revalorisation de 5 % des salaires minima garantis pour les salaires inférieurs à 1 100 euros base 35 heures et 3 % pour les autres, celles-ci s'appliquant à l’ensemble des techniciens, tandis que la CGT s’y oppose, exigeant une revalorisation immédiate d’au moins 10 %, à quoi les 4 syndicats de producteurs feront barrage jusqu’au bout malgré les tentatives d’élargir le mouvement à d’autres branches d'activité et de le maintenir au-delà du mois de décembre 2023. 
L’avenant n°17 fait droit aux demandes du SNTPCT de séparer le flux et la fiction, garantissant de futures revalorisations différenciées, applicables au 1er juillet 2024 et au 1er juillet 2025, (en cumul ces revalorisations atteignent 10 % en fiction et 7,2 % pour les émissions de flux, ceci pour les salaires minima hebdomadaires inférieurs à 1100 euros base 35 heures) sans résoudre cependant la question de la double grille de salaires minima pour la fiction instituée en 2000 par l’organisation patronale USPA et la CFE-CGC, la F3C-CFDT et le SNTR-CGT. 
Cette décision ravive la différence d’approche syndicale qui a entraîné en 1981 l’exclusion du SNTPCT de son affiliation à la CGT, cette dernière demandant que soit maintenue la grille unique de salaires minima dans la production audiovisuelle et exigeant que s’il y a revalorisation, celle-ci s’applique indifféremment à toutes les branches. Le SNTPCT considérant que cette indistinction est une cause majeure de la diminution des minima au regard de l’inflation depuis 24 ans. 

## Perspectives
L'action du Syndicat des techniciens de la production cinématographique et de télévision s'inscrit dans une continuité. Il conserve l'empreinte de grandes individualités, et celle de chacun des techniciens ayant choisi de se rassembler syndicalement et s'engager pour le bien de la collectivité qu'ils forment et le bien du Cinéma et de la Télévision française. Ses membres ont considéré qu'ils devaient préserver le syndicat professionnel dont ils ont la propriété et accomplir au travers de ce moyen, une action sur le long terme pour le bien commun de la collectivité des salariés à laquelle ils appartiennent.
L'action syndicale s'inscrit dans le cadre de la crise économique que la France subit depuis la fin des années soixante, dont la manifestation la plus éloquente est la persistance d'un niveau de chômage élevé, et d'une tension croissante sur le niveau des salaires, la remise en cause du contrat collectif de branche au travers du rapport de force qui s'établit entre ceux qui détiennent le capital financier et ceux qui constituent le capital social, sans quoi il n'existerait pas de production cinématographique et de télévision. 
Cela, le SNTPCT le souligne dans ses écrits et rappelle ce que le cinéma français doit à l'action des techniciens syndiqués, qu'il revient à chacun des techniciens de prendre conscience de son rôle social et de la nécessité d'être regroupés dans un syndicat professionnel, afin de renforcer l'identité professionnelle liée à chacun des métiers qui composent l'équipe technique ; Stéphane Pozderec concluant l'un des rapports d'Assemblée générale ainsi : "l'avenir est à ce que nous allons faire".

## Présidents
| 1937-1944 | Léon Poirier                                                         | du 7 mai 1937 au 22 avril 1944        |
| 1944-1946 | André Berthomieu                                                     | du 23 avril 1944 au 8 avril 1946      |
| 1946-1948 | Jean Grémillon                                                       | du 9 avril 1946 au 24 mars 1948       |
| 1948-1954 | Claude Autant-Lara                                                   | de 25 mars 1948 à 1954                |
| 1954-1959 | Yves Ciampi                                                          | de 1954 à 1959                        |
| 1959-1961 | Denys de la Patellière                                               | de 1959 à 1961                        |
| 1961-1964 | Maurice Barry                                                        | de 1961 au 12 mai 1964                |
| 1964-1965 | Roger Hubert                                                         | du 13 mai 1964 au 24 avril 1965       |
| 1965-1968 | Henri Alekan                                                         | du 25 avril 1965 au 1er mai 1968      |
| 1968      | Roger Vadim                                                          | du 2 mai 1968 au 4 novembre 1968      |
| 1968-1973 | Philippe Lefebvre, Jean-Michel Lacor, Jean-Bernard Bonis, Jean Ravel | du 5 novembre 1968 au 3 mai 1973      |
| 1973-1974 | Philippe Lefebvre, Jean Ravel, Raoul Rossi, Yves Manciet             | du 3 mai 1973 au 19 février 1974      |
| 1974-1975 | Philippe Lefebvre, Jean Ravel, Raoul Rossi                           | du 20 février 1974 à 1975             |
| 1975-1976 | Philippe Lefebvre, Jean Ravel,                                       | de 1975 à 1976                        |
| 1976-1977 | Jean Ravel, Raoul Rossi, Guy Lecouvette                              | de 1976 à 1977                        |
| 1977-1978 | Jean Ravel, Raoul Rossi, Guy Lecouvette, Christian Guillouet         | de 1977 à 1978                        |
| 1978-1979 | Jean Ravel, Raoul Rossi, Christian Guillouet, Claude Renoir          | de 1978 à 1979                        |
| 1979-1981 | Jean Ravel, Raoul Rossi                                              | de 1979 au 8 octobre 1981             |
| 1981-1984 | Jean Ravel, Claude Renoir, Hélène Plemiannikov, André Cortines       | du 9 octobre 1981 au 13 janvier 1984  |
| 1984-1987 | Claude Renoir, Max Douy, René Strasser                               | du 14 janvier 1984 au 20 janvier 1987 |
| 1987-1989 | Claude Renoir, Jean Ravel, Ricardo Aronovitch, Pierre Gillette       | du 21 janvier 1987 au 25 juin 1989    |
| 1989-1990 | Jean Ravel, Ricardo Aronovitch, Pierre Gillette, René Strasser       | du 26 juin 1989 au 7 juillet 1990     |
| 1990-1992 | Ricardo Aronovitch, Pierre Gillette, René Strasser                   | du 8 juillet 1990 au 10 juin 1992     |
| 1992-1996 | Ricardo Aronovitch, Pierre Gillette, Pierre Abraham                  | du 11 juin 1992 au 12 juin 1996       |
| 1996-1998 | André Cortines, Jean-Pierre Ruh, Pierre Abraham                      | du 13 juin 1996 au 2 juin 1998        |
| 1998-2001 | Jean-Pierre Ruh, Pierre Abraham, Michel Cheyko                       | du 3 juin 1998 au 6 février 2001      |
| 2001-2003 | Jean-Pierre Ruh, Pierre Abraham, Jean-Jacques Rochut                 | du 7 février 2001 au 9 avril 2003     |
| 2003-2007 | Jean-Jacques Rochut, Jean-Luc Ballester, Jean Atanassian             | du 10 avril 2003 au 18 septembre 2007 |
| 2007-2013 | Jean-Jacques Rochut, Dominique Robert, Olivier Bonnet                | du 19 septembre 2007 au 24 avril 2013 |
| 2013-2016 | Jean-Jacques Rochut, Dominique Robert, Jean-Luc Ballester            | du 25 avril 2013 au 2 mai 2016        |
| 2016-2022 | Dominique Robert, Étienne Fauduet, Laurent Cavalier                  | du 3 mai 2016 au 22 septembre 2022    |
| 2022-     | Dominique Robert, Laurent Cavalier, Jean-Luc Ballester               | à partir du 23 septembre 2022         |

## Secrétaires et délégués généraux
| 1937-1943 | Marcel L'Herbier  | du 7 mai 1937 au 24 septembre 1943    |
| 1943-1944 | Robert Legeret    | du 25 septembre 1943 au 22 avril 1944 |
| 1944-1962 | Louis Daquin      | du 23 avril 1944 à 1962               |
| 1974-2022 | Stéphane Pozderec | du 1er mars 1974 au 22 septembre 2022 |

## Sièges successifs
| 1937-1940 | 85 rue de Vaugirard, 75015 Paris (École de Photographie dite "de Vaugirard") | du 7 mai 1937 à mai 1940    |
| 1940-1944 | 67 rue de Turbigo, 75003 Paris (Annexe de la Bourse du travail)              | de mai 1940 au 19 août 1944 |
| 1944-1973 | 92 avenue des Champs-Élysées, 75008 Paris                                    | du 20 août 1944 à 1973      |
| 1973-1974 | 94 boulevard Auguste Blanqui 75013 Paris                                     | de 1973 au 30 juin 1974     |
| 1974-     | 10 rue de Trétaigne 75018 Paris                                              | depuis le 1er juillet 1974  |